# Святошинське кладовище
Свято́шинське кладови́ще — некрополь у Святошинському районі міста Києва.
На території кладовища знаходиться церква блаженної Ксенії Петербурзької (УПЦ (МП)). Особливістю кладовища є значна кількість могил духовних осіб. Також є братські могили, де поховані воїни, які загинули у боях за Київ у 1943 році.
Закрите для масових поховань, дозволено підпоховання в родинну могилу.

## Поховані
- Котельников Михайло Федорович (1923—1943) — Герой Радянського Союзу (3 ділянка).
- Пушина Феодора Андріївна (1923—1943) — Герой Радянського Союзу, фельдшер (3 ділянка).
- Фалін Олексій Іванович (1908—1943) — Герой Радянського Союзу, танкіст (3 ділянка).
- Феодосій (1895—1980)— єпископ Архангельський і Холмогорський Російської Православної Церкви.
- Ружицький Костянтин Іванович (1888—1964) — ректор Московської духовної академії, протоєрей (4 ділянка).
- Маноцков Олександр Юрійович (1917—1957) — інженер-конструктор і льотчик-планерист, керівник планерної бригади ДКБ О. К. Антонова.
- Клепікова Ольга Василівна (1915—2010) — світова рекордсменка з планерного спорту.
- Штундер Михайло Павлович (1889-1971) — директор бартеріального заводу.
- Штундер Євгенія Василівна (1898-1971) — музична консерваторія, педагог.
- Штундер Прасковія Платонівна (1862-1944).

Церква
Братські могили